# Mopti (region)

Mopti är en av Malis administrativa regioner och är belägen i den centrala delen av landet, med gräns mot Burkina Faso i sydost. Den administrativa huvudorten och största staden är Mopti, och regionens befolkning uppgick till strax över 2 miljoner invånare vid folkräkningen 2009. Hombori Tondo, Malis högsta berg, ligger i regionens östra del. Ett känt turistmål i regionen är Stora moskén i Djenné, som är världens största adobebyggnad och är listat som världsarv sedan 1988. 

## Administrativ indelning
Regionen är indelad i åtta kretsar (franska cercles):
- Bandiagara
- Bankass
- Djenné
- Douentza
- Koro
- Mopti
- Ténenkou
- Youwarou

Dessa kretsar är i sin tur indelade i sammanlagt 108 kommuner.